# Dhabihah

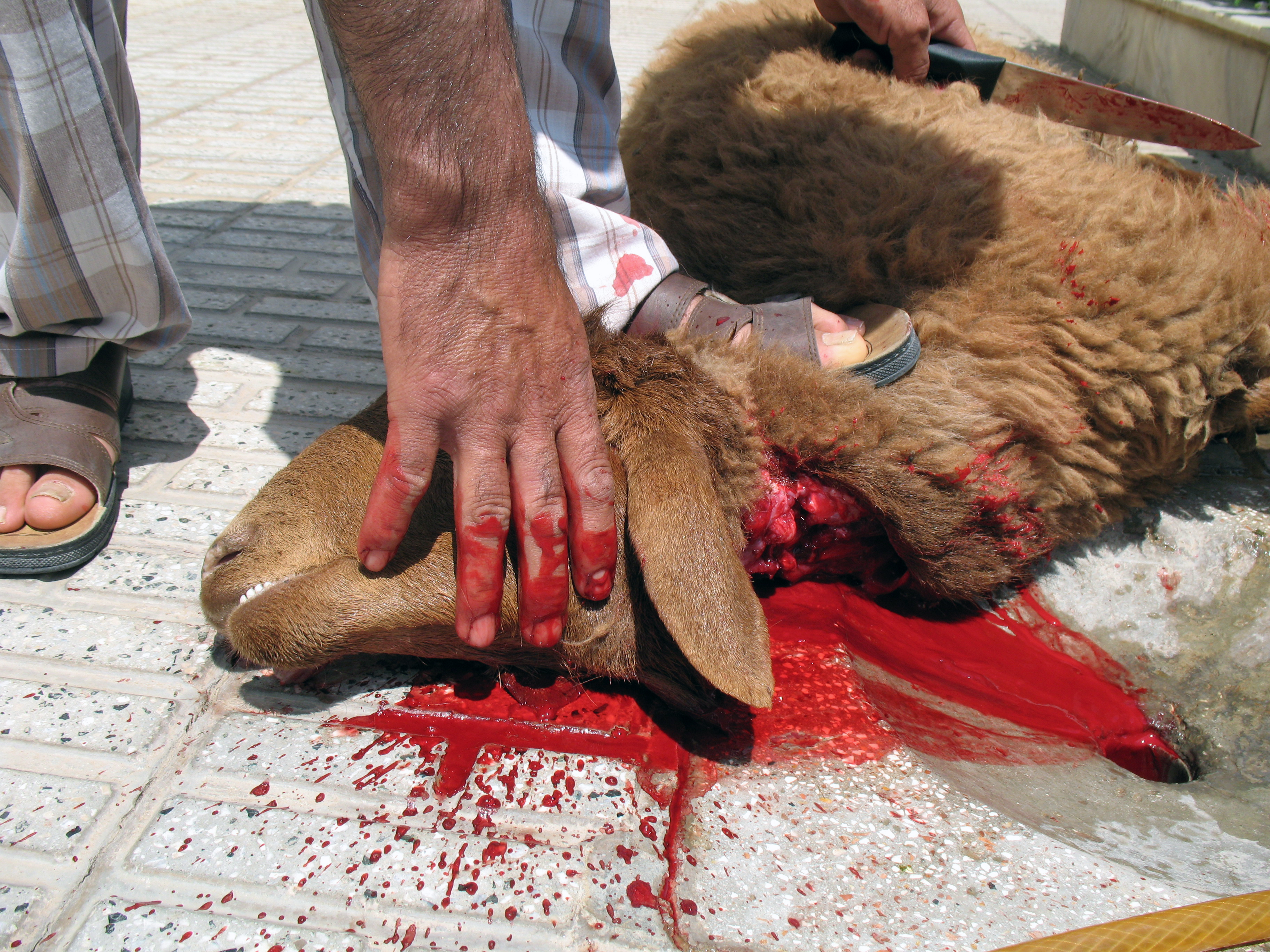
Ubój owcy

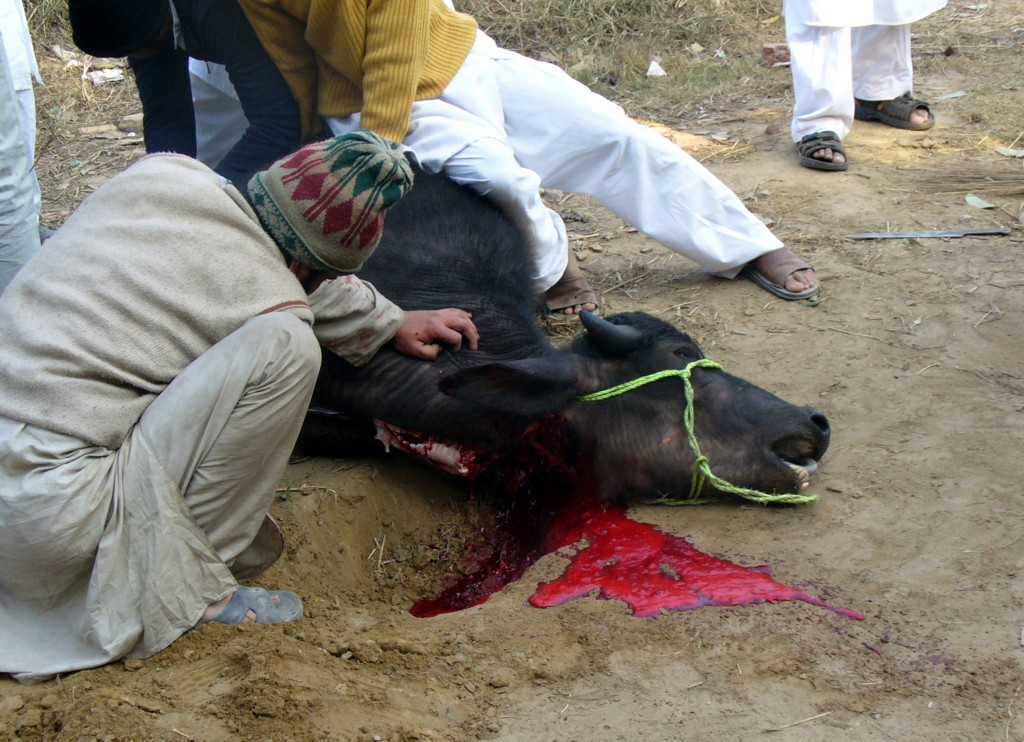
Ubój bawołu na ofiarę w Indiach

Dhabihah, zabihah – ubój rytualny w celu uzyskania mięsa halal praktykowany w islamie.

## Kontekst religijny
Zwierzęta w islamie powinny być przez człowieka podziwiane jako boże stworzenia, a także winny być one przez niego otoczone opieką – człowiek powinien strzec ich zdrowia i życia. Zabicie zwierzęcia ma wynikać wyłącznie z konieczności i jest dopuszczalne przede wszystkim, jeśli zwierzę ma służyć jako pożywienie lub ofiara w święto Id al-Adha (krowy, kozy, owce, wielbłądy). Tradycja zezwala zabijać zwierzęta szkodliwe dla człowieka, m.in. węże, szczury, wściekłe psy.

## Zasady
Ubój rytualny ma na celu w teorii zadanie zwierzęciu jak najmniejszego cierpienia, a przez to zachowanie dozwolonego charakteru mięsa – halal. Ubój taki powinien uwzględniać: zabicie zwierzęcia przez poderżnięcie gardła wykonane przez uprawnionego „ofiarnika”: muzułmanina bądź człowieka Księgi (chrześcijanina lub żyda), przy tejże czynności należy wypowiedzieć słowa bismi Allah („w imię Boga”), zwierzę nie musi być zwrócone w stronę Mekki. Śmierć powinna być zadana jednym cięciem za pomocą ostrego noża. Inne zwierzęta mają nie być obecne przy uboju, nie powinny także widzieć samego noża ani procesu jego ostrzenia. Najczęściej praktykowany ubój zwierzęcia w pełni świadomego wynika jedynie z sunny, w Koranie brak na ten temat wzmianki. Zdania co do dopuszczalności ogłuszenia są podzielone, organizacja Halal Food Authority zastrzega, że nie powinno ono prowadzić do śmierci zwierzęcia. Brytyjska Food Standards Agency podawała, że ponad 80% zwierząt zabijanych rytualnie była ogłuszana (stan na 2011 rok). 

## Stan prawny
Prawo Unii Europejskiej nie zabrania zabijania zwierząt świadomych. Praktyki takie są jednak zabronione w Islandii, Norwegii, Szwecji, Szwajcarii. Mięso uzyskane w drodze uboju rytualnego jest odpowiednio oznaczane w sprzedaży.

## Kontrowersje
Zabijanie świadomych zwierząt wywołuje wiele kontrowersji zarówno w krajach Zachodu jak i wśród samego środowiska islamskiego jako niehumanitarna praktyka.  Np. w Turcji bydło do uboju jest podwieszane za tylne nogi, co powoduje znaczący ból i niepotrzebne cierpienie. Przeciwko ubojowi zwierząt świadomych wypowiadała się np. Brigitte Bardot, Fundacja Viva!, a Royal Society for the Prevention of Cruelty to Animals uznaje tę praktykę za dokładanie niepotrzebnego cierpienia.
Niektóre środowiska muzułmańskie argumentują, że zabijanie świadomych zwierząt to praktyka humanitarna, i powołują się np. na zapis z przebiegu elektroencefalografii, który ma dowodzić utraty świadomości przed odczuciem bólu u zabijanego zwierzęcia. Zadanie śmierci z wykorzystaniem ostrego noża prowadzące do szybkiego wykrwawienia się powinno w teorii doprowadzić do natychmiastowej utraty świadomości.